# Párhuzamossági axióma
A geometriában a párhuzamossági axióma a sík egyeneseinek egyik tulajdonságát kimondó feltételezés.
Eukleidész az Elemekben 5. posztulátumként fogalmazta meg, de a mű néhány későbbi kiadásában 11. axiómaként szerepel.
Az 1983-as magyar kiadásban, Mayer Gyula fordításában így hangzik:
És hogy ha két egyenest úgy metsz egy egyenes, hogy az egyik oldalon keletkező belső szögek (összegben) két derékszögnél kisebbek, akkor a két egyenes végtelenül meghosszabbítva találkozzék azon az oldalon, amerre az (összegben) két derékszögnél kisebb szögek vannak.
A posztulátum (követelmény) felszólító módja és a régies terminológia feloldásával a korszerű tankönyvek így fogalmaznak:
Ha egy egyenes úgy metsz két egyenest, hogy az egyik oldalán keletkező belső szögek összege kisebb két derékszögnél, akkor e két egyenes a metszőnek ezen oldalán meghosszabbítva metszi egymást.

## Kifogások
Az Elemek I. könyvének 28. tételében bizonyítja be Eukleidész a következőt: Ha a metszőnek ugyanazon az oldalán a két belső szög összege két derékszög, akkor a két egyenes párhuzamos. Ennek a tételnek a megfordítását mondja ki az 5. posztulátum. Elemzők úgy vélik, hogy Eukleidész (vagy a forrásának szerzője) a posztulátumban megfogalmazott állítást a bizonyításának sikertelensége miatt emelte ki a tételek precíz sorozatából. Mint Bolyai és Lobacsevszkij eredményéből kiderült, az állítás a többi feltételből (maradék axiómarendszer) nem következik, így csak axióma (alapfeltevés) lehet.
Már Eukleidész első kommentátorainak feltűnt, hogy a párhuzamoshoz nagyon közeli metszők nagyon távoli találkozása tapasztalattal nem ellenőrizhető, tehát az 5. posztulátum nem magától értetődő, nem olyan, amit bizonyítás nélkül el lehetne fogadni, s ezért megkísérelték levezetni. Próbálkoztak azzal is, hogy a posztulátumot, vagy a párhuzamosok euklideszi definícióját más fogalmazásokkal helyettesítsék. Ám az alternatív definíciók és axiómák nem vezettek célra. Ezek a kutatások egészen a XIX. századig sikertelenül folytak.

## Egyenértékű (ekvivalens) axiómák
Két axióma akkor egyenértékű, ha egyikből a másik levezethető. Az említett próbálkozások közül néhány az euklideszi 5. posztulátum kiváltására:
1. Egy egyeneshez egy külső ponton át egyetlen párhuzamos húzható.
2. Két párhuzamos egyenes közötti távolság állandó.
3. A háromszög belső szögeinek összege két derékszöggel egyenlő (Saccheri).
4. Három nemkollineáris pont körön fekszik (Bolyai Farkas)[2]

## Különféle geometriákban
Az euklideszi geometriában bármely e egyenesre és P pontra pontosan egy olyan f egyenes van, ami átmegy a P ponton és nem metszi az e egyenest. Formálisan:
∀ e egyenesre ∃! f egyenes úgy, hogy f‖e ∧ P∈f
A 18–19. században több kutató próbálkozott az euklideszi posztulátumok módosításával, hogy bebizonyítsák, a módosítások ellentmondáshoz vezetnek. Az első sikeresen módosított posztulátum a párhuzamossági posztulátum volt, amelyet Bolyai, Lobacsevszkij és Descartes is a következőképpen módosított:
Egy P ponton keresztül végtelenül sok olyan egyenes húzható, amelyek az e egyenest nem metszik.
Az új posztulátum is ellentmondásmentes rendszerhez vezetett, a hiperbolikus geometriához. Ebben a geometriában a párhuzamossági axiómát a fenti hiperbolikus axióma helyettesíti. Itt is lehet az euklideszi párhuzamossághoz hasonló fogalomról beszélni, de csak irányított egyenesek esetén. Az „új” geometriát Albert Einstein is használta a relativitáselmélet leírásakor.
Az elliptikus geometriában a párhuzamossági posztulátum így hangzik:
Egy P ponton keresztül nem húzható olyan egyenes, amely nem metszi az e egyenest.
Ennek következményeként adódik, hogy az egyenesek nem hosszabbíthatók meg végtelenül, hanem önmagukba záródnak, mint a gömbi geometria főkörei.
A projektív geometriában szóba sem kerülnek a párhuzamosok, de az axiómarendszerből levezethető, hogy párhuzamos egyenesek nincsenek. Az affin geometriában azok az egyenesek számítanak párhuzamosnak, amelyek végtelen távoli pontban metszik egymást. Ezt a szemléletet tükrözi az a mondás, hogy: „A párhuzamosak a végtelenben találkoznak.”